# Velika mošeja in bolnišnica, Divriği
Velika mošeja in bolnišnica v Divriğiju (turško Divriği Ulu Cami ve Darüşşifası) je bogato okrašen verski in bolnišnični kompleks, ki ga je v letih 1228–1229 v majhnem anatolskem mestu Divriği v sedanji turški provinci Sivas zgradila lokalna rodbina Mengudžekidov. Kompleks je v gornjem mestu pod citadelo.

## Arhitektura
Kompleks sestavljata mošeja in bolnišnica ob njej, s katero si deli kiblo. Glavni vhod v mošejo je na severni strani. Obdaja ga visok portal, ki slovi po kakovosti in gostoti kamnitih visokih reliefov. Vhod na zahodni strani bi lahko bil zgrajen kasneje, ker se je ta stran mošeje podrla. Kasneje je bila obnovljena in okrepljena z okroglo oporo na severozahodnem vogalu. Tretji vhod v mošejo je na vzhodni strani. Zdi se, da je služil kot vhod za kralje, ker je omogočal dostop do dvignjene lesene ploščadi v jugovzhodnem kotu mošeje, rezervirane za vladarja in njegovo spremstvo.
Nenavadna podrobnost so tridimenzionalni okraski na obeh vhodih v mošejo, ki mečejo ogromno senco molivca, ki spreminja pozo, ko se sonce premika. Sence so nekakšno sporočilo, čemu je stavba namenjena. Druga podrobnost je razlika v oblačilih obeh senčnih molivcev, ki morda kaže, kdo naj vstopi skozi katera vrata. Upodabljanju ljudi se v islamu izogibajo. Dovoljeno je upodabljanje na mozaikih in kaligrafskih slikah in očitno tudi 'naključnih' sencah kamnitih skulptur ob vhodih v mošejo (muqarnas). 
Notranjost mošeje je sestavljena iz kamnitih slopov, ki podpirajo kamnite oboke nad njimi. Zdi se, da je bilo osrednje veliko okno mošeje odprto proti nebu, enako kot v drugih srednjeveških anatolskih mošejah, ki niso imele dvorišča. Ob steni kible se je ohranilo nekaj originalne lesene opreme mošeje, na primer polkna na oknu, ki se je odpiralo v grobnico bolnišnice, in leseni minbar iz leta 1243, ki ga je podpisal obrtnik Ibrahīm bin Ahmed al-Tiflīsī. Nekateri izrezljani leseni paneli, ki naj bi pripadali kraljevi ploščadi, so zdaj na ogled v muzeju Direktorata pobožnih nadarbin v Ankari.
V bolnišnico se vstopi skozi portal v njeni zahodni fasadi. Oblikovan je drugače od severnega portala mošeje. Uokvirjen je z monumentalnim koničastim lokom in ima v sredini okno. Kamnite rezbarije na tem portalu so enako kakovostne kot na glavnem portalu mošeje, so pa manj goste in na nekaterih mestih nedokončane. Notranjost bolnišnice je sestavljena iz sob in ivanov, nameščenih okoli pokritega dvorišča z majhnim bazenom v središču. Bolnišnica ima na južni strani tudi nadstropje, do katerega vodi stopnišče tik pred vhodom. Ena od sob bolnišnice je bila namenjena za grobnico vladajoče rodbine. Ta soba ima okno, ki se odpira v mošejo.
Ime glavnega arhitekta je zapisano v notranjosti mošeje in bolnišnice in je bilo prebrano kot Khurramshāh b. Mughīth al-Khilātī. Arhitektovo ime kaže, da je bil iz mesta Ahlat, ki je bilo v srednjeveških virih znano kot al-Khilāt.
Mošeja in bolnišnica se zaradi izjemnih kamnitih rezbarij in arhitekture uvrščata med najpomembnejša arhitekturna dela v Anatoliji in sta bili zato leta 1985 uvrščeni na Unescov seznam svetovne dediščine.

## Pokroviteljstvo
Na severnem portalu mošeje sta vklesana datum 626 po hidžri (1228/1229) in ime njenega pokrovitelja Ahmadšaha b. Sulejmana, enega od vladarjev divriške veje Mengudžekidov.
Napis na portalu bolnišnice opisuje stavbo kot dār al-shifā ('hiša ozdravljenja'), njeno ustanovitev pa pripisuje Tūrān Malik bint (hči) Fakhr al-Dīn Bahramšāh. Fakhr al-Dīn Bahramšāh je bil najbolj znan vladar Mengudžekidov, katerega vladavina v Erzincanu je trajala skoraj šestdeset let do njegove smrti leta 1225. Čeprav se pogosto domneva, da sta bila Ahmadšāh in Tūrān Malik poročena, za zakonsko zvezo med tema dvema članoma razširjene kraljeve družine Mengudžekidov ni nobenih niti pisnih niti drugačnih dokazov.

## Galerija
- Portal Darüşşifa
- Notranjost mošeje
- Detajl kamnite rezbarije
- Notranjost bolnišnice
- Detajl portala
- Portal Darüşşifa
- Kamnita rezbarija ptiča
- Portal mošeje
- Mošeja in bolnišnica
- Portal
- Lesorez
- Lesorez
- Lesorez
- Lesorez
- Lesorez
- Lesorez
- Lesorez